# آندرانیک قاراگزیان
آندرانیک هارتیونی قاراگزیان (روسی: Андроник Арутюнович Карагезян؛ زادهٔ ۱۷ دسامبر ۱۹۷۴ گولکویچی، کرای کراسنودار) دروازه‌بان بازنشسته فوتبال ارمنی‌تبار اهل روسیه است.

## باشگاهی
از باشگاه‌هایی که قاراگزیان در آن بازی کرده‌است می‌توان به باشگاه فوتبال پیونیک و باشگاه فوتبال کوبان کراسنودار اشاره کرد.